# Panamerikanische Spiele 2019/Leichtathletik – Siebenkampf der Frauen
Der Siebenkampf der Frauen bei den Panamerikanischen Spielen 2019 fand am 7. und 8. August 2019 im Villa Deportiva Nacional in der peruanischen Hauptstadt Lima statt.
Neun Siebenkämpferinnen aus sieben Ländern nahmen an dem Wettbewerb teil. Die Goldmedaille gewann Adriana Rodríguez mit 6113 Punkte, Silber ging an Annie Kunz mit 5990 Punkte und die Bronzemedaille gewann Martha Araújo mit 5925 Punkte.

## Rekorde
Vor dem Wettbewerb galten folgende Rekorde:
| Weltrekord        | Jackie Joyner-Kersee | 7291 Punkte | Olympische Spiele in Seoul, Südkorea       | 24. September 1988 |
| Rekord der Spiele | Yorgelis Rodríguez   | 6332 Punkte | Panamerikanische Spiele in Toronto, Kanada | 25. Juli 2015      |

## Zeitplan
| 7. August    |           |
| 100 m Hürden | 14:40 Uhr |
| Hochsprung   | 15:15 Uhr |
| Kugelstoßen  | 18:00 Uhr |
| 200 m        | 19:20 Uhr |
| 8. August    |           |
| Weitsprung   | 16:30 Uhr |
| Speerwurf    | 17:50 Uhr |
| 800 m        | 19:05 Uhr |

## Ergebnisse

### 100 m Hürden
7. August 2019, 14:40 Uhr
| Platz | Athletin            | Land                | Zeit (s) | Punkte |
| ----- | ------------------- | ------------------- | -------- | ------ |
| 1     | Adriana Rodríguez   | Kuba                | 13,37 SB | 1069   |
| 2     | Camila Pirelli      | Paraguay            | 13,54 SB | 1044   |
| 3     | Annie Kunz          | Vereinigte Staaten  | 13,55    | 1043   |
| 4     | Tyra Gittens        | Trinidad und Tobago | 13,63    | 1031   |
| 5     | Martha Araújo       | Kolumbien           | 13,72 PB | 1018   |
| 6     | Riley Schultz-Cooks | Vereinigte Staaten  | 13,77    | 1011   |
| 7     | Alysbeth Félix      | Puerto Rico         | 13,85 SB | 1000   |
| 8     | Vanessa Chefer      | Brasilien           | 14,13 SB | 960    |
| 9     | Yorgelis Rodríguez  | Kuba                | 14,24    | 945    |
|       | Luisaris Toledo     | Venezuela           | DNS      |        |

### Hochsprung
7. August 2019, 15:15 Uhr
| Platz | Athletin            | 1,50 1,71 | 1,53 1,74 | 1,56 1,77 | 1,59 1,80 | 1,62 1,83 | 1,65 1,86 | 1,68 | Höhe (m) | Punkte |
| ----- | ------------------- | --------- | --------- | --------- | --------- | --------- | --------- | ---- | -------- | ------ |
| 1     | Tyra Gittens        | – o       | – o       | – o       | – xxo     | – xxo     | o xxx     | o    | 1,83     | 1016   |
| 2     | Alysbeth Félix      | – xo      | – xo      | – xo      | – xxx     | o         | o         | o    | 1,77 SB  | 941    |
| 2     | Adriana Rodríguez   | – xo      | – xxo     | – xo      | – xxx     | –         | o         | o    | 1,77     | 941    |
| 4     | Annie Kunz          | – o       | – o       | – xxx     | o         | o         | o         | o    | 1,74     | 903    |
| 5     | Vanessa Chefer      | – xo      | o xxx     | o         | o         | o         | o         | xo   | 1,71 SB  | 867    |
| 5     | Martha Araújo       | o xo      | – xxx     | o         | o         | o         | o         | xxo  | 1,71 PB  | 867    |
| 7     | Camila Pirelli      | o         | o         | ox        | o         | o         | xxx       |      | 1,62     | 759    |
| 8     | Riley Schultz-Cooks | –         | –         | o         | o         | xxx       |           |      | 1,59     | 724    |
|       | Yorgelis Rodríguez  | –         | –         | –         | –         | –         | xxx       |      | NM       | 0      |

| Platz | Athletin      | Punkte |
| ----- | ------------- | ------ |
| 1     | Gittens       | 2047   |
| 2     | A. Rodríguez  | 2010   |
| 3     | Kunz          | 1946   |
| 4     | Felix         | 1941   |
| 5     | Araújo        | 1885   |
| 6     | Chefer        | 1827   |
| 7     | Pirelli       | 1803   |
| 8     | Schultz-Cooks | 1735   |
| 9     | Y. Rodríguez  | 945    |

### Kugelstoßen
7. August 2019, 18:00 Uhr
| Platz | Athletin            | 1. Versuch | 2. Versuch | 3. Versuch | Weite (m) | Punkte |
| ----- | ------------------- | ---------- | ---------- | ---------- | --------- | ------ |
| 1     | Camila Pirelli      | 13,92      | 13,56      | 13,44      | 13,92 PB  | 789    |
| 2     | Tyra Gittens        | 12,18      | 12,16      | 13,43      | 13,43     | 756    |
| 3     | Adriana Rodríguez   | 12,10      | 13,21      | 11,40      | 13,21     | 741    |
| 4     | Annie Kunz          | 13,06      | 13,02      | 12,55      | 13,06     | 731    |
| 5     | Riley Schulzt-Cooks | x          | 11,91      | 12,97      | 12,97     | 725    |
| 6     | Vanessa Chefer      | 11,88      | 12,08      | 12,19      | 12,19     | 674    |
| 7     | Martha Araújo       | 11,26      | 11,93      | 11,97      | 11,97 SB  | 659    |
| 8     | Alysbeth Félix      | 11,02      | 11,20      | 10,80      | 11,20 SB  | 608    |
|       | Yorgelis Rodríguez  |            |            |            | DNS       |        |

| Platz | Athletin      | Punkte |
| ----- | ------------- | ------ |
| 1     | Gittens       | 2803   |
| 2     | A. Rodríguez  | 2751   |
| 3     | Kunz          | 2677   |
| 4     | Pirelli       | 2592   |
| 5     | Felix         | 2549   |
| 6     | Araújo        | 2544   |
| 7     | Chefer        | 2501   |
| 8     | Schultz-Cooks | 2460   |

### 200 m
7. August 2019, 19:20 Uhr
| Platz | Athletin            | Zeit (s) | Punkte |
| ----- | ------------------- | -------- | ------ |
| 1     | Adriana Rodríguez   | 24,02 SB | 979    |
| 2     | Tyra Gittens        | 24,19    | 963    |
| 3     | Annie Kunz          | 24,47    | 936    |
| 4     | Riley Schultz-Cooks | 24,76    | 909    |
| 5     | Camila Pirelli      | 24,82 SB | 903    |
| 6     | Alysbeth Félix      | 24,86    | 900    |
| 7     | Vanessa Chefer      | 24,91    | 895    |
| 8     | Martha Araújo       | 25,15 SB | 873    |

| Platz | Athletin      | Punkte |
| ----- | ------------- | ------ |
| 1     | Gittens       | 3766   |
| 2     | A. Rodríguez  | 3730   |
| 3     | Kunz          | 3613   |
| 4     | Pirelli       | 3495   |
| 5     | Felix         | 3449   |
| 6     | Araújo        | 3417   |
| 7     | Chefer        | 3396   |
| 8     | Schultz-Cooks | 3369   |

### Weitsprung
8. August 2019, 16:30 Uhr
| Platz | Athletin            | 1. Versuch | 2. Versuch | 3. Versuch | Weite (m) | Punkte |
| ----- | ------------------- | ---------- | ---------- | ---------- | --------- | ------ |
| 1     | Adriana Rodríguez   | x          | x          | 6,46       | 6,46 SB   | 994    |
| 2     | Alysbeth Félix      | 6,27       | x          | 6,21       | 6,27      | 934    |
| 3     | Annie Kunz          | x          | x          | 6,11       | 6,11      | 883    |
| 4     | Martha Araújo       | 5,78       | 5,99       | x          | 5,99 SB   | 846    |
| 5     | Vanessa Chefer      | 5,97       | 5,87       | 5,87       | 5,97      | 840    |
| 6     | Riley Schulzt-Cooks | x          | x          | 5,74       | 5,74      | 771    |
| 7     | Camila Pirelli      | 5,41       | 5,47       | 5,44       | 5,47 SB   | 691    |
| 8     | Tyra Gittens        | x          | 4,40       | 5,44       | 5,44      | 683    |

| Platz | Athletin      | Punkte |
| ----- | ------------- | ------ |
| 1     | A. Rodríguez  | 4724   |
| 3     | Kunz          | 4496   |
| 3     | Gittens       | 4449   |
| 4     | Felix         | 4383   |
| 5     | Araújo        | 4263   |
| 6     | Chefer        | 4236   |
| 7     | Pirelli       | 4186   |
| 8     | Schultz-Cooks | 4140   |

### Speerwurf
8. August 2019, 17:50 Uhr
| Platz | Athletin            | 1. Versuch | 2. Versuch | 3. Versuch | Weite (m) | Punkte |
| ----- | ------------------- | ---------- | ---------- | ---------- | --------- | ------ |
| 1     | Camila Pirelli      | 45,91      | 48,56      | 47,44      | 48,56 SB  | 832    |
| 2     | Martha Araújo       | 45,05      | 47,54      | 47,70      | 47,70     | 816    |
| 3     | Vanessa Chefer      | 41,14      | 42,11      | 45,00      | 45,00 SB  | 763    |
| 4     | Annie Kunz          | 39,95      | 38,01      | 37,30      | 39,95 SB  | 666    |
| 5     | Riley Schulzt-Cooks | 39,01      | 38,64      | 39,89      | 39,89     | 665    |
| 6     | Alysbeth Félix      | 34,48      | x          | 32,86      | 34,48     | 562    |
| 7     | Adriana Rodríguez   | 30,16      | 31,53      | 33,59      | 33,59     | 545    |
| 8     | Tyra Gittens        | 29,09      | x          | 32,41      | 32,41     | 522    |

| Platz | Athletin      | Punkte |
| ----- | ------------- | ------ |
| 1     | A. Rodríguez  | 5269   |
| 3     | Kunz          | 5162   |
| 5     | Araújo        | 5079   |
| 7     | Pirelli       | 5018   |
| 6     | Chefer        | 4999   |
| 3     | Gittens       | 4971   |
| 4     | Felix         | 4945   |
| 8     | Schultz-Cooks | 4805   |

### 800 m
8. August 2019, 19:05 Uhr
| Platz | Athletin            | Zeit (min) | Punkte |
| ----- | ------------------- | ---------- | ------ |
| 1     | Camila Pirelli      | 2:15,29    | 889    |
| 2     | Alysbeth Félix      | 2:15,43 SB | 873    |
| 3     | Vanessa Chefer      | 2:16,67    | 869    |
| 4     | Martha Araújo       | 2:18,33 SB | 846    |
| 5     | Adriana Rodríguez   | 2:18,49 SB | 844    |
| 6     | Annie Kunz          | 2:19,69 SB | 828    |
| 7     | Riley Schultz-Cooks | 2:28,55    | 711    |
|       | Tyra Gittens        | DNS        |        |

| Platz | Athletin      | Punkte |
| ----- | ------------- | ------ |
| 1     | A. Rodríguez  | 6113   |
| 2     | Kunz          | 5990   |
| 3     | Araújo        | 5925   |
| 4     | Pirelli       | 5907   |
| 5     | Chefer        | 5868   |
| 6     | Felix         | 5818   |
| 7     | Schultz-Cooks | 5516   |

## Endplatzierungen
| Platz | Athletin            | Land                | Punkte  |
| ----- | ------------------- | ------------------- | ------- |
|       | Adriana Rodríguez   | Kuba                | 6113    |
|       | Annie Kunz          | Vereinigte Staaten  | 5990    |
|       | Martha Araújo       | Kolumbien           | 5925 PB |
| 4     | Camila Pirelli      | Paraguay            | 5907 PB |
| 5     | Vanessa Chefer      | Brasilien           | 5868    |
| 6     | Alysbeth Félix      | Puerto Rico         | 5818 SB |
| 7     | Riley Schultz-Cooks | Vereinigte Staaten  | 5516    |
|       | Tyra Gittens        | Trinidad und Tobago | DNF     |
|       | Yorgelis Rodríguez  | Kuba                | DNF     |
|       | Luisaris Toledo     | Venezuela           | DNS     |